# Rugrats (2021)
Rugrats är en amerikansk datoranimerad TV-serie, samt en reboot på originalserien med samma namn, som gick på Nickelodeon mellan åren 1991 och 2004. Serien är skapad av Arlene Klasky, Gábor Csupó och Paul Germain (skaparna av originalserien), och hade premiär på streamingtjänsten Paramount+ den 27 maj 2021. I Sverige finns serien tillgänglig för streaming på Viaplay och Sky Showtime.
I september 2021 förnyades serien med en andra säsong, som hade premiär den 14 april 2023.

## Handling
Seriens handlar om en modig och äventyrlig liten ettåring, som tillsammans med sina vänner beger sig ut på äventyr.

## Engelska röster

### Barn
- E. G. Daily – Tommy Pickles
- Nancy Cartwright – Chuckie Finster
- Kath Soucie – Phil och Lil DeVille
- Cheryl Chase – Angelica Pickles
- Cree Summer – Susie Carmichael

### Vuxna
- Tommy Dewey – Stu Pickles
- Ashley Rae Spillers – Didi Pickles
- Anna Chlumsky – Charlotte Pickles
- Timothy Simons – Drew Pickles
- Natalie Morales – Betty DeVille
- Tony Hale – Chas Finster
- Michael McKean – farfar Lou Pickles
- Nicole Byer – dr. Lucy Carmichael
- Omar Benson Miller – Randy Carmichael

### Bifigurer
- Henry Winkler – Boris Kropotkin
- Swoosie Kurtz – Minka Kropotkin
- Charlet Chung – Kimi Watanabe
- Hiromi Dames – Kira Watanabe
- Tara Strong – Dil Pickles